# CLAP CLAP (後藤真希の曲)
「CLAP CLAP」（クラップ クラップ）は、後藤真希のデジタル・シングル。2024年7月31日発売。

## 解説
オリジナル曲としては13年ぶりとなる新曲。シングルの発売も綾小路翔とコラボした「Non stop love 夜露死苦!!」以来同じく13年ぶりになる。
強い女性観とその裏にある繊細な心理まで歌い上げており、サウンドとしてアッパーでダンサブル、ライヴで観客とともに盛り上がれるような1曲と説明されている。
ミュージック・ビデオは「転生した後藤真希」をテーマにオペ室などが舞台となっており、激しいダンスも披露している。
後藤はリリース後の反響について、これまで長い間歌手活動をお休みしていたがファンからの好評を受け「もっと頑張らなくちゃ」と思ったと明かしている。

## タイアップ
日本テレビ系列音楽番組『バズリズム02』2024年度9月オープニングテーマ。

## 収録曲
1. CLAP CLAP (3:41)
作詞:WA-ON・宮嶋淳子・invisible manners、作曲:WA-ON、編曲:Kotaro Egami